# Сара Уд
Сара Уд (на английски: Sara Wood) е английска писателка, авторка на произведения в жанра любовен роман.

## Биография и творчество
Сара Уд е родена през 1941 г. в Англия, в бедно семейство. Била е добра ученичка и получава стипендия за частно училище, но когато навършива 16 години, завършва курс за секретарки, за да подпомага семейството си.
Омъжва се на 21 години и двама сина – Ричард и Саймън. Заедно с домакинската си работа създава малък семеен хотел в морската им къща. Бракът не върви и тя се развежда. Работи като учителка в местния колеж. Там среща втория си съпруг. Преместват се да живеят в Съсекс, а след 12 години се преместват в Корнуол.
Когато вижда писателката Шарлот Лам по телевизията решава да започне да пише.
Първият ѝ роман „Perfumes of Arabia“ (Арабски парфюми) и публикуван през 1986 г. от издателство „Mills & Boon“. Книгата е добре приета от читателите и тя се посвещава на писателската си кариера.
Участва със свои романи в множество поредици с други автори.
Сара Уд живее със семейството си в Съсекс.

## Произведения

### Самостоятелни романи
- Perfumes of Arabia (1986)
- Passion's Daughter (1986)
- Pure Temptation (1987)
- Wicked Invader (1987)
- Savage Hunger (1988)
- The Count's Vendetta (1988)
- No Gentle Loving (1988)
- Tender Persuasion (1988)
- Love Not Dishonour (1989)
- Master of Cashel (1989)
- Threat of Possession (1989)
- Desert Hostage (1990)
Заложница в пустинята, изд.: „Арлекин България“, София (1995), прев. Румяна Кънчева
- Nights of Destiny (1990)
- Sicilian Vengeance (1990)
- Cloak of Darkness (1991)
- Dark Forces (1992)
- Love or Something Else (1995)
- White Lies (1996)
- Scarlet Lady (1996)
- Amber's Wedding (1996)
- The Seduction Trap (1997)
- Temporary Parents (1998)
- A Husband's Vendetta (1999)
- The Innocent Mistress (1999)

### Серия „Съдби“ (Destinies)
1. Tangled Destinies (1994)
2. Unchained Destinies (1994)
3. Threads of Destiny (1994)

### Участие в общи серии с други писатели
- „Postcards from Europe“ – Mask of Deception (1993)
- „Too Hot to Handle“ – Southern Passions (1993)
- „Dangerous Liaisons“ – Shades of Sin (1993)
- „Mediterranean Passions“ – In the Heat of Passion (1994)
- „Island Dreams“ – The Dark Edge of Love (1994)
- „Weddings, Inc.“ – The Vengeful Groom (1994)
- „Family Secrets“ – A Forbidden Seduction (1995)
- „Wedlocked! „ – Second-Best Bride (1995) и Husband by Arrangement (2003)
- „Expecting!“ – Expectant Mistress (1998) и For the Babies' Sakes (2002)
- „Society Weddings“ – The Impatient Groom (1999)
- „Sweet Revenge“ – A Spanish Revenge (2000)
- „Mistress to a Millionaire“ – The Unexpected Mistress (2001) и In the Billionaire's Bed (2003)
- „Greek Tycoons“ – The Kyriakis Baby (2001) и The Greek Millionaire's Marriage (2004)
- „His Baby“ – Morgan's Secret Son (2001)
- „Italian Husbands“ – The Italian's Demand (2002)
- „Brides of Convenience“ – A Convenient Wife (2003)
- „Red-Hot Revenge“ – A Passionate Revenge (2004)
- „Blackmail Brides“ – The Italian Count's Command (2004)